# プロトン・Gen-2
Gen-2は、プロトンが製造、販売していた自動車である。

## 概要
2004年の第3四半期にウィラの後継車として発売された。1990年代中期の三菱自動車工業のプラットフォームをベースとし、ロータスと共同開発したプラットフォームが使用される。このプラットフォームはペルソナにも用いられ、サトリアネオにもホイールベースを短縮されたものが使用されている。
プロトンとロータスが共同開発したカンプロエンジンを最初に搭載し、エンジンは直列4気筒 1.3リットル S4PE型と1.6リットル S4PH型エンジンの2種類が搭載され、5速マニュアルトランスミッションまたは4速オートマチックトランスミッションが組み合わせられた。当初、1.3リットル車にはマニュアルトランスミッションのみが用意されていた。
2005年、1.3リットル車にオプションとしてオートマチックトランスミッションを設定した。
2007年12月、タイでフェイスリフトモデルを発表し、CPSエンジンを搭載した。
2008年3月3日、マレーシアにおいてマイナーチェンジされ、フェイスリフトが施されたほか、カンプロCPSエンジンを搭載し、トルクが向上された。フロントグリル・フロントバンパーやリアスポイラーなどのデザインが変更されたほか、ダッシュボードのデザインも変更された。
2013年8月、販売終了。後継車種はサプリマSとなる。

## 車名の由来
「Gen-2」は、「Generation 2 (2代目)」の略でウィラの後継車であることを意味する。